# 石梁镇 (衢州市)
石梁镇是中国浙江省衢州市柯城区下辖的一个镇，位于衢州市西北10.5千米处。面积121.6平方公里，有居民三万多人。

## 地理
石梁镇面积121.6平方公里。

### 地形
石梁镇位于千里岗山脉的山麓，有许多山地，仅上千米的高峰就有20多座，其中最高的海拔1395米。

### 气候
石梁镇四季分明，年降雨量1700—2000毫米，平均气温16摄氏度。

## 历史
石梁镇所处的地方从唐朝的时候开始有记录，当时当地属于信安县。1920年当地设立石梁乡，属于衢县。1961年设立石梁公社，1984年改为镇。2002年蘅县被取消，石梁镇律属柯城区。

## 下辖行政区
下辖：
石梁村、塘公村、麻蓬村、过溪村、杨家源村、九田村、上静岩村、下静岩村、荞麦坞村、中央方村、柘川村、祝家山村、蒋家村、梅村、李家村、后塘村、柴家坊村、流塘村、白岭村、珊塘村、两头塘村、大埂村、里前坞村、小沟村、童前村、半源村、大俱源村、下村、黄茶村、派溪头村、坎底村、大源山村、寺桥村和张西村。